# Reinhold Tattermusch
Reinhold Tattermusch (* 11. April 1967 in Schöninghsdorf) ist ein ehemaliger deutscher Fußballspieler.

## Karriere
Tattermusch legte 1987 das Abitur am Gymnasium Marianum in Meppen ab. Er spielte von 1987 bis 1989 für den SV Meppen sowie von 1989 bis 1991 für die Stuttgarter Kickers in der 2. Fußball-Bundesliga, mit denen er in die Bundesliga aufstieg. Nach dem direkten Wiederabstieg spielte er noch eine weitere Saison für die Stuttgarter Kickers in der 2. Bundesliga, danach wechselte er zum SV Wilhelmshaven.
Von September 2014 bis 2016 war Tattermusch Sportlicher Leiter beim FC Schüttorf 09.
Reinhold Tattermusch ist Vater des Fußballspielers Ted Tattermusch.